# Thielaviopsis basicola
Espèce
Thielaviopsis basicola est une espèce de champignons pathogènes des plantes de la famille des Ceratocystidaceae. Ce champignon est présent en Europe  ainsi qu'aux États-Unis et en Australie.
c'est un champignon du sol qui attaque de nombreuses espèces maraîchères, et notamment les cultures d'endives, provoquant une pourriture noire des racines.
C'est l'un des champignons responsables de la fonte des semis.

## Synonymes
Selon Index Fungorum (28 novembre 2014) :
- Torula basicola Berk. & Broome, 1850 ;
- Trichocladium basicola (Berk. & Broome) J.W. Carmich., 1980 ;
- Chalara elegans Nag Raj & W.B. Kendr., 1975.